# V. Haakon norvég király
V. Haakon Magnusson vagy Hosszúlábú Haakon (1270. április 10. – 1319. május 8.) norvég király 1299-től haláláig; a nagy hűbéresek hadállásait megtörve erősített meg a királyi hatalmat; angolellenes külpolitikája miatt országa a Hanza Szövetség északnémet kereskedőinek gazdasági befolyása alá került. Uralkodása a középkori norvég történelem aranykorának végét jelentette.
VI. Magnus fiatalabbik fiaként követte bátyját, II. Eriket a trónon. Az Erik uralkodása alatt megnövekedett főnemesi és főpapi hatalom megnyirbálása érdekében 1308-ban eltörölte a bárói rangot, eltávolította az arisztokratákat a királyi tanácsból, és visszavezette bizonyos papok kinevezésének jogát. Több királyi várat építtetett, köztük a nevezetes akershusit (ezt 1815-ig erődként használták). A kormányzás központját az északi-tengeri kikötők vidékéről keletre helyezte át, ez a Norvégia nyugati gyarmataival való kapcsolat hanyatlását és a kereskedelemből származó királyi jövedelem csökkenését jelezte. 
Akárcsak bátyja, Haakon is kedvezményeket adott a Hanza-kereskedőknek, magára haragítva az angolokat. Angolellenes politikája betetőzéseként támogatta az angol uralom lerázására kitört skót felkelést. Uralkodása idején meg-megújuló háborút folytatott Dánia és Svédország ellen is. 
Mind Haakon, mind felesége, Euphemia lelkes művészetpártoló volt, sok lovagregény megírását és lefordítását támogatták. Minthogy fia nem született, módosította a trónöröklési törvényt, hogy Ingeborg nevű leányának fia, Magnus Eriksson követhesse a trónon. Ő volt az utolsó uralkodó az államalapító Harald Halfdansson dinasztiájából (azaz az Yngling-házból). Ingeborg lánya révén néhány kivételtől eltekintve közvetlenül tőle származnak az őt követő norvég királyok egészen napjainkig.

## Gyermekei
- Haakon első házasságát a francia Izabellával[1] kötötte, nászuk gyermektelen maradt.
- Második felesége Rügeni Eufémia[1] (1280 k. – 1312 májusa) lett, akivel 1299-ben[1] házasodott össze. Egy leányuk született:
  - Ingeborg[1] (1301 – 1361. június 17.) ∞ 1) Erik svéd herceg,[1] III. Magnus fia 2) Hallandi Knut[1]
- Ezenkívül Haakonnak született egy törvénytelen gyermeke is: 
  - Ágnes[1] ∞ Hafthor Jonsson[1]